# إيرني هاسي
إيرني هاسي (بالإنجليزية: Ernie Haase)‏ هو مغني ومغن مؤلف أمريكي، ولد في 12 ديسمبر 1964 في كاينثيانا في الولايات المتحدة.

## وصلات خارجية
- الموقع الرسمي
- إيرني هاسي على موقع ميوزك برينز (الإنجليزية)
- إيرني هاسي على موقع ديسكوغز (الإنجليزية)